# پارک ملی هین نامنو
پارک ملی هین نامنو (یا Hin Nam No, لائو: ຫີນໜາມໜໍ່) در ناحیه بوالافا، استان خاموان، لائوس واقع شده است. این پارک از شرق با پارک ملی فونگ نها-که بانگ در ویتنام و از شمال با پارک ملی ناکای-نام تهون در لائوس هم‌مرز است. پارک ملی هین نامنو با فرمان نخست‌وزیری در ژانویه ۲۰۲۰ تأسیس شد و تحت مدیریت وزارت کشاورزی و جنگلداری (MAF) قرار دارد.